# 嶺斎泉里
嶺斎 泉里（れいさい せんり、生没年不詳）とは、江戸時代の浮世絵師。

## 来歴
渓斎英泉の門人。俗称は弥六、嶺斎、泉里と号す。麹町に住む。作画期は天保頃とされ、人情本の挿絵を描いたという。

## 作品
- ｢岡部六弥太忠澄武者絵｣ 　天桂寺所蔵